# إيدير وساكو
إيدير وساكو (بالبرتغالية: Éder Ceccon‏) (13 أبريل 1983 في سانتا كاتارينا في البرازيل – )؛ هو لاعب كرة قدم سابق كان يلعب كمهاجم.

## وصلات خارجية
- إيدير وساكو على موقع اتحاد تركيا (لاعب) (الإنجليزية)
- إيدير وساكو على موقع رابطة كرة القدم اليابانية للمحترفين (اليابانية)
- إيدير وساكو على موقع قاعدة بيانات كرة القدم.إي يو (الإنجليزية)
- إيدير وساكو على موقع Soccerway.com (الإنجليزية)
- إيدير وساكو على موقع عالم كرة القدم.نت (الإنجليزية)